# 叶笃庄
叶笃庄（1914年—2000年1月30日），曾用名叶笠，笔名心束，男，天津人，祖籍安徽省怀宁县（今安庆市），中华民国及中华人民共和国农学家、达尔文著作翻译家。

## 生平

### 早年生涯
叶笃庄的父亲在清朝末年曾任道台，后来因为时局不稳、官场腐败，而弃官从商，成为天津有名的实业家。叶笃庄的父亲非常重视子女的教育，延请塾师来家中为子女授课。叶笃庄6岁入私塾，14岁考入天津南开中学二年级。16岁时，因父亲逝世而改在学校寄宿。其间，《北方红旗》、山川均的《社会科学概论》、苏联出版的若干马列主义著作的译本的中文再译本对叶笃庄影响很大。
1931年，在读高一时，九一八事变爆发，叶笃庄参加了反对南京国民政府不抵抗政策及抗日救亡的学生运动，并参加了中国共产党的外围组织“读书会”。因受徐光启农本主义的影响，叶笃庄立志促进中国的农业。1933年，叶笃庄考入南京金陵大学农学院农艺系。1934年自费赴日本留学，考入日本东京帝国大学农实科，并参加中国共产党党员林基路（林为梁）、剧作家杜宣领导的左翼团体“中华留日剧人协会”以及“社联”组织的读书会。1936年春假回国时，叶笃庄出资，与中共党员吴砚农、易吉光（时任中共天津市委书记）共同开办天津知识书店，并且接受中共中央北方局的领导。
1937年暑假回国后，七七事变爆发。后来中国工农红军改编为八路军，叶笃庄在八路军129师386旅政治部担任敌军工作干事，先后参加七亘村、黄崖底等战役，署名“叶笠”的《129师的光荣战绩》在延安《新中华报》连载。后来，由于左腿冻伤，叶笃庄转入晋东南军政干部学校担任政治教官，并且创办了敌工训练班。

### 民盟活动
1944年，叶笃庄经周新民、辛志超介绍，在昆明加入中国民主同盟，并且参加了中共地下党领导的昆明《人民周报》，担任该报总编辑。1945年，在民盟任职的叶笃庄受周新民（时为民盟负责人之一，中共地下党员）的指示，曾进入驻华美军中当翻译。1945年，叶笃庄赴北平与曾昭抡等人组织民盟北平市支部，任民盟北平市支部执行委员，先后负责过秘书、宣传、组织等方面工作。
1945年，国军高树勋部在晋冀鲁豫地区举行起义，投向八路军。1946年，民盟想在该部队中建立支部。正好有一位美国进步记者要赴晋冀鲁豫采访，民盟便让叶笃庄以该记者的翻译的名义，到该部队建立民盟支部。当时，徐冰在北平军调部任中共方面代表。叶笃庄在北平结识了徐冰，经向徐冰请示，获徐冰同意，徐冰给刘伯承、邓小平发了电报。刘伯承、邓小平接见了叶笃庄和这位美国记者。 
自1946年至北平和平解放，叶笃庄长期居住在北平，起初在国民政府资源委员会华北经济所任研究员，后来在北平农事试验场任副研究员兼农业经济研究室主任，写完了《华北棉花及其增产问题》、《战时日寇开发华北农业计划之研究》等著作，并且写出了《华北农作物栽培制度》论文。

### 农业科技翻译
中华人民共和国成立后，叶笃庄接受中共党组织分配，任华北农业科学研究所编译委员会主任，投身农业科技翻译工作。任职期间，叶笃庄与同事们创办了刊物《苏联农业科学》、《农业科学通讯》、《中国农业科学》。1951年，叶笃庄组织翻译、审校了《米丘林选集》、《米丘林全集》、《全苏列宁农业科学院1948年会议记录》、《赫胥黎自传》等等。后来，他接受中央人民政府出版总署副署长周建人委托，重新翻译达尔文的《物种起源》，从此开始翻译达尔文的著作。 1957年，中国农业科学院成立，叶笃庄获聘为研究员。

### 右派与入狱
1957年反右运动中，叶笃庄被划为“极右分子”，开除公职。随后，1958年，叶笃庄被逮捕，关入监狱。1962年6月，叶笃庄被从监狱中放出。放出后，九弟方实探望叶笃庄，询问其入狱缘由，但叶笃庄不敢讲。过了一段时间，方实又来看望叶笃庄，叶笃庄才说：“抓我的原因是说我是美国特务。我被放出来时，监管人员对我讲，你出去不向别人说你的案情，就没有事了。所以我不敢说。”叶笃庄告诉方实，他被定为“美国特务”主要是因为两件事：一是1945年受周新民指示到驻华美军当翻译；二是1946年以美国记者翻译的名义，征得徐冰同意，到晋冀鲁豫建立民盟支部。
方实听后认为，这两件事均有中共高级干部作证明人，不会有问题。当时，方实想通过新华社的中共党组织找周新民、徐冰作证明。但是，中共八届十中全会召开后，再度强调阶级斗争，叶笃庄在出狱一个月后，又被法院收监，且立即开庭，以“美国特务”的罪名，被判处有期徒刑10年。文化大革命前，叶笃庄被安置在安徽省的一个劳改农场当渔工。1968年，叶笃庄被押解到北京，关入秦城监狱，命其交代和徐冰的特务关系。1976年，叶笃庄被安排在安徽省怀远县荆山湖渔场，是二级渔工。

### 平反昭雪
1978年，中国农业科学院根据中共中央55号文件的精神，对叶笃庄被划为极右分子的问题进行复查，认定为错划，经中共中国农业科学院党组决定予以改正，并且恢复政治名誉，恢复四级研究员，恢复公职。 1979年8月，北京市高级人民法院对叶笃庄案进行再审，查明原判以反革命罪论处不妥，应予纠正，宣告无罪。1987年，叶笃庄从中国农业科学院研究员的岗位上离休。
1988年1月6日，中国人民政治协商会议北京市第六届委员会第53次会议决定，叶笃庄任中国人民政治协商会议北京市第七届委员会委员。1992年12月，中国民主同盟第三届中央参议委员会第一次会议推举叶笃庄为中国民主同盟第三届中央参议委员会常委。1993年2月，中国民主同盟第七次全国代表大会将叶笃庄推举为中国民主同盟第三届中央参议委员会委员。在北京市政协工作期间，叶笃庄关心北京市的农牧业发展，积极通过政协提案参政议政。承办单位根据叶笃庄提出的《建设多层次、多渠道解决首都肉类供应案》，对草食家畜发展规划进行了调整，草食家畜获得加速发展。1992年9月，叶笃庄获评为北京市第二次统战系统先进个人。后来，叶笃庄担任中国翻译工作者协会副会长兼科技翻译委员会主任，《群言》杂志、《中国翻译》杂志等的编委。
叶笃庄是民盟中央第五、六届中央委员会委员，政协北京市第七届常务委员，曾任北京市民盟副主任委员。
2000年1月30日，叶笃庄在北京病逝，享年86岁。

## 贡献

### 农业研究
1975年，叶笃庄在白湖农场劳动期间，农场的甘蓝型油菜连续两年“花而不实”。叶笃庄通过简单的化学试剂及简陋的仪器，连续三年对“花而不实”的病因进行研究，发现该病是由植物碳氮比失调造成，并且提出了防治措施，从而推翻了过去认为该病是因土壤缺硼造成的旧理论。
1970年代末，在安徽省怀远县荆山渔场劳动期间，叶笃庄参加糖化饲料养鱼试验，获得初步成功，随后开始蛋白酶“荆1号”的试验并获成功。该项目成了安徽省科技大会的表扬项目。全国科学大会召开之后，叶笃庄很受鼓舞。1978年，领导将试制3942蛋白酶的任务交给了叶笃庄，叶笃庄主动提出了试验方案，且亲自操作，在极其简陋的环境下土法上马获得成功，并且投入了生产。

### 翻译达尔文著作
1930年代留学日本时，老师开列的参考书目中包括大杉荣的日文译本《物种起源》，后来他又阅读了日文译本《人类的由来及性选择》。1945年日本投降后，叶笃庄在中国获得一套《达尔文全集》原著。其后，他找来马君武的中文译本《物种起源》，发现译文错误甚多，于是产生了重译《物种起源》的想法。中华人民共和国成立初期，中央人民政府出版总署决定重新翻译并出版《达尔文全集》，副署长周建人通过吴晗找到叶笃庄协助，叶笃庄、周建人、方宗熙共同翻译了《物种起源》，由三联书店出版。同时，《达尔文全集》中其他作品的组稿也完成。1957年“反右”停职反省时期，叶笃庄他利用反省的空余时间译完达尔文的《动物和植物在家养下的变异》下卷，以其小女儿叶晓的名字出版。1958年关入监狱后，叶笃庄被迫中止翻译《达尔文全集》。
在监狱中，经狱方同意后，叶笃庄让家属寄来了《人类的由来及性选择》原著、日文译本、马君武的旧译本、赫胥黎《短论集》原著、郑易里《英汉大辞典》，开始翻译。经过两年多时间，完成了《人类的由来及性选择》的翻译，由于没有稿纸，故将译文写在日文译本的行间。他将译稿暂存于天津的哥哥家，将原著存于姐姐家中。
1976年，叶笃庄在安徽省怀远县荆山渔场当渔工之时，向天津的亲属索要《人类的由来及性选择》的译稿，但获知该译稿因为写在日文译本行间，文化大革命“破四旧”时，红卫兵认为日文译本是资产阶级的毒品，将其焚毁。放在姐姐家的原著幸免于难。叶笃庄决心再译该书，每天收工后，叶笃庄回到工房，以床做桌子进行翻译。中共十一届三中全会之后，在中共安徽省委的帮助下，科学出版社决定出版该书。1982年，该书在达尔文逝世100周年之际出版。1989年，经叶笃庄修订后，纳入了叶笃庄主译的《达尔文进化论全集》内。
1987年，叶笃庄离休。此后，在中国农业科学院院长王连铮拨出的“院长基金”的支持下，叶笃庄从事修订、整理、出版《达尔文进化论全集》的工作中。1998年，该书由科学出版社全部出齐。叶笃庄另有3本达尔文译著在台湾商务印书馆出版。 

## 著作
- 叶笃庄，华北棉花及其增产问题，南京：资源委员会，1948年
- 叶笃庄，油菜“花而不实”病因与防治措施的探讨，中国农业科学，1976(2):73-77
- 叶笃庄译校，米丘林选集，北京：人民出版社，1951年
- 〔英〕达尔文，动物和植物在家养下的变异，叶笃庄译，北京：科学出版社，1957年
- 〔英〕法兰士·达尔文编，达尔文生平及其书信集，叶笃庄等译，北京：三联书店，1957年
- 〔英〕达尔文，物种起源，叶笃庄译，北京：商务印书馆，1963年
- 〔英〕达尔文，人类的由来及性选择，叶笃庄译，北京：科学出版社，1982年
- 〔英〕达尔文，同种植物的不同花型，叶笃庄译，北京：科学出版社，1982年
- 〔英〕欧文·斯通，起源——达尔文生平传记小说，叶笃庄等译，北京：三联书店，1985年
- 〔英〕达尔文，达尔文进化论全集，叶笃庄等译，北京：科学出版社，1998年
- 〔英〕达尔文 著，叶笃庄 编，达尔文读本，中央编译出版社，2007年

## 家庭
- 曾祖：叶坤厚，清朝河南南汝光道道员[7]
- 祖父：叶伯英，清朝陕西巡抚[8]
- 父：叶崇质，清朝直隶巡警道，后弃官从商。他娶了三房太太，育有15位子女（10子，5女）。叶笃庄在兄弟中排行第五。[7][2][9]
- 大哥：叶刚侯
- 二哥：姓名不详，早年夭亡。
- 三哥：叶笃义
- 四哥：叶笃信
- 六弟：叶笃廉（叶方），中国共产党党员。
- 七弟：叶笃正
- 八弟：空缺。当时二哥病重，家中将二哥改为八弟，希望由此可救其性命，但未成功。
- 九弟：叶笃成（方实）
- 十弟：姓名不详，早年夭亡。
- 十一弟：姓名不详，由别人家过继而来。
- 十二弟：叶笃慎（叶利中）。自幼学习相声，后赴重庆，后来改名叶利中，是相声界知名人士。
- 大姐：姓名不详，仅在家中读书。
- 二姐：姓名不详，仅在家中读书。
- 三姐：姓名不详，仅在家中读书。
- 四姐：姓名不详，仅在家中读书。
- 五妹：叶笃柔，曾入大学读书，后当教师。
- 妻子：孙竦。她赋有艺术天赋，会画漫画，比如《北洋画报》（1933年）刊登的讽刺日本大炮靠近南开大学的《炮声的威权》，讽刺国际联盟在中国东北遭日军占领后开会情景的《开会如仪》，一名饥儿将头埋到手捧的写有“免赋”的大碗中的《第一碗调养的羹汤》。叶笃庄为追求孙竦而跟着她到日本留学，抗日战争期间二人分别了8年，1946年二人结婚。1950年代末叶笃庄入狱后，1964年二人为保护孩子而离婚，从此竟成永诀。1975年，叶笃庄才得知孙竦已于1973年因癌症逝世。[7]